# Kloster Reuthin

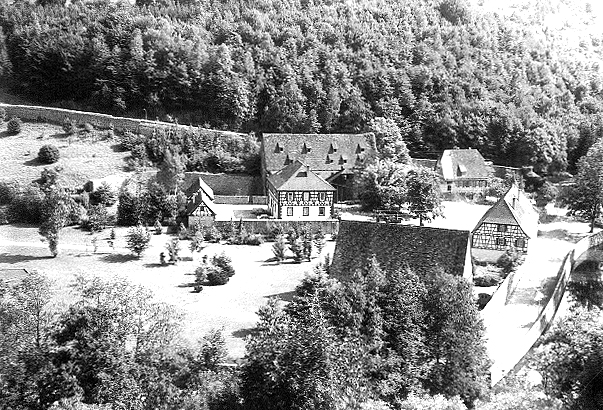
Die Klostermühle vom Schlossberg aus gesehen

Das Kloster Reuthin (Reutin) war ein Dominikanerinnenkloster in Wildberg im Landkreis Calw.

## Geschichte
Das von Burkhard IV. von Hohenberg gestiftete Kloster wurde 1252 bis 1284 als Dominikanerinnenkloster erbaut. Ab 1313 gab es eine Beginenklause, 1470 wurde ein neues Beginenhaus gebaut. 
Kloster Reuthin war das Hauskloster der Grafen von Hohenberg. Viele ihrer Töchter kamen ins Kloster und spendeten ihre Mitgift. Unter den etwa 240 namentlich bekannten Nonnen finden sich außer Mitgliedern des Hauses Hohenberg auch Angehörige des regionalen Niederadels und Töchter aus den ehrbaren Geschlechtern der benachbarten Städte bis hin nach Rottenburg.
Aus dem späten 14. Jahrhundert stammt ein Antiphonale, eine Stiftung von Nonnen aus der Familie Vihlin. Die erhaltene Miniatur im Landesmuseum Württemberg zeigt neben den Stifterinnen auch ihren Bruder, Syfridus Vihlin, der Dekan und Pfarrer in Herrenberg war. 
Das Kloster war wirtschaftlich sehr stabil, was im Spätmittelalter eine Ausnahme darstellte.
Das Kloster wurde während des Bauernkriegs 1525 geplündert. Durch die Reformation im Herzogtum Württemberg wurde es während der Amtszeit Herzog Ulrichs von Württemberg aufgelöst und fiel an das Herzogtum Württemberg. Die Nonnen weigerten sich nach 1535, das reformatorische Bekenntnis anzunehmen. Ein Vergleich von 1559 ermöglichte einen langgezogenen Profanierungsprozess. Ab 1570 fungierten die Gebäude als Klosterhofmeisterei. 1824 wurden bei einem Großbrand Kirche und Hauptgebäude zerstört.

## Heutige Nutzung
Im Fruchtkasten der Klosteranlage befindet sich heute das städtische Heimatmuseum Wildberg. Darin gibt es einen Vortrags- und Ausstellungsraum sowie einen Gewölbekeller für Veranstaltungen. Im ehemaligen Wohnhaus des Kastenknechtes ist eine Polizeidienststelle untergebracht. Das ehemalige Kameralamt dient heute als Musikschule und anderen kulturellen Zwecken.
Das Heimatmuseum bietet Ausstellungsstücke und Informationen über die Geschichte des ehemaligen Klosters. Weitere Schwerpunkte bilden die Textilherstellung sowie die Kulturgeschichte der ländlichen Kleidung, Landwirtschaft und ländliches Handwerk.

## Schäferei
Die Schäferei spielte eine große Rolle und wurde bei der Verleihung des Weiderechts auf Wildberger Markung im Jahr 1298 zum ersten Mal urkundlich erwähnt. Dies ist einer der ersten Belege für die Schäfereiwirtschaft in Süddeutschland, als die Klöster im Hochmittelalter begannen, die Wollproduktion voranzutreiben. Bis dahin wurden Schafe vor allem zur bäuerlichen Selbstversorgung gehalten. Mit der steigenden wirtschaftlichen Bedeutung der Wollproduktion im 14. Jahrhundert sicherten sich die Klöster und die Grundherren zunehmend die Schäfereirechte.